# Мануель Альєндесаласар
Мануель Альєндесаласар-і-Муньйос де Саласар (ісп. Manuel Allendesalazar y Muñoz de Salazar; 24 серпня 1856 — 17 травня 1923) — іспанський політик, мер Мадрида, двічі очолював уряд Іспанії.